# Taula de canvi

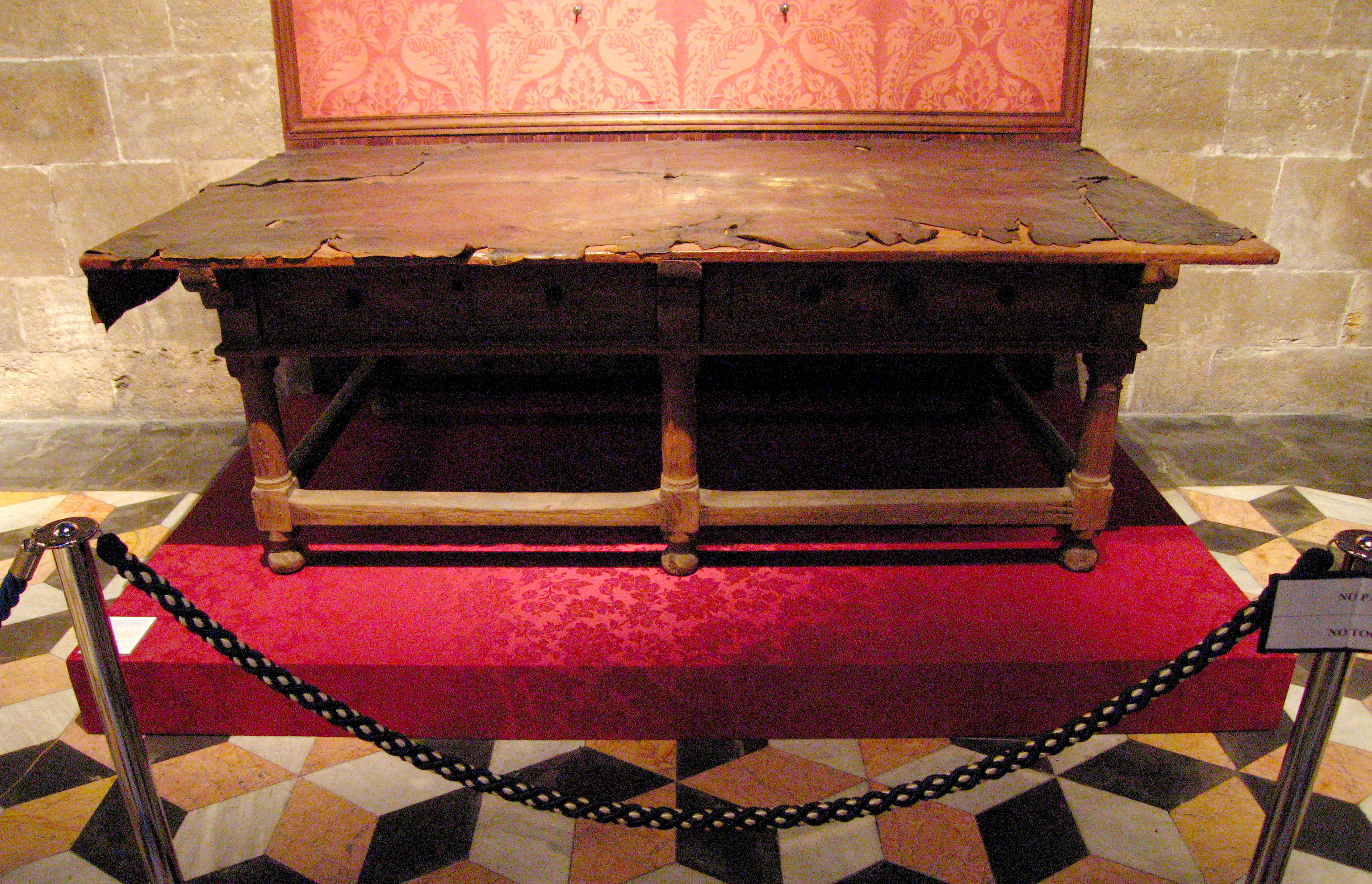
Tabla de Cambios y Depósitos (Valencia)

La Taula de canvi (en español tabla o mesa de cambio, es decir, de cambio de monedas y divisas), o simplemente Taula, fue una institución financiera (el precedente más directo de los bancos públicos, pues complementaba a la banca privada) que apareció en distintas ciudades de la Corona de Aragón (Valencia, Barcelona, Gerona) en el siglo XV, en respuesta a la necesidades generadas por el aumento del comercio y los viajes a larga distancia producido desde la Baja Edad Media; tanto las terrestres como sobre todo las marítimas que unían los puertos mediterráneos (Marsella, Génova, Venecia, Barcelona, Valencia) y los atlánticos del Sur y Norte de Europa (Sevilla, Lisboa, Francia, Inglaterra, Flandes y la Hansa). La Taula de Canvi de Barcelona se puede considerar el primer banco público de Europa.

## Valencia
Según Sanchis Guarner, Martín el Humano autorizó el 1407 la creación de la Tabla de Cambios y Depósitos de la ciudad Valencia). 
Esta primera Taula de Canvis i Depòsits de la Ciutat de València se suprimió en 1416. En 1519 se reabrió una Nova Taula, que perduró hasta 1649. Durante algún tiempo se ubicó en el salón de las columnas de la Llotja de la Seda (Lonja de la Seda o de Valencia), que era el centro mercantil de la ciudad. En 1649 apareció la Taula Novíssima, que siguió en funcionamiento hasta los decretos de Nueva Planta (1707). Con la abolición de los fueros, desapareció definitivamente en 1719.

## Barcelona
Durante los últimos años del reinado de Pedro IV de Aragón se produce «un cambio de la coyuntura económica y sobrevino la crisis de 1381, debida a causas diversas y que llevó consigo la bancarrota de la banca privada catalana, que había prestado grandes sumas al Rey y que se encontró en la imposibilidad de hacer frente a sus compromisos.» En la lonja de Barcelona se abrió una tabla de cambio de Barcelona cubierta con un tapiz con el escudo de armas de la ciudad el 20 de enero de 1401, constituyéndose en el primer banco público de Europa.

## Gerona
El año 1445, la reina María concedió a la ciudad de Gerona la institución de una taula de canvis.

## Revista "Taula de Canvi" en elsigloXX
Durante la Transición se publicó en Barcelona y en catalán una influyente revista, Taula de Canvi, donde escribía buena parte del aparato ideológico del comunismo regional. Su promotor y director era Alfons Comín, un cristiano castrista ya fallecido, con mucho predicamento entre las élites barcelonesas. En el número de julio-agosto de 1977 figuraba un consejo de redacción compuesto por 18 miembros. Todos ellos, con alguna excepción, han hecho importantes carreras dentro de la Administración y buena parte de los mismos aún sigue, 30 años más tarde, entre los directivos más influyentes de la vida oficial catalana. Puede decirse sin miedo a error que esa revista fue el núcleo del mando intelectual de la izquierda revolucionaria catalana que tomaría el poder en la casi totalidad de los centros decisorios de la comunidad.

Josep Benet, Jordi Borja, Josep M. Castellet, Josep Fontana, Cirici Pellicer, González Casanova, Melendres, Molas, Ramoneda, Solé Tura, Vázquez Montalbán y otros miembros del consejo de redacción se cuentan entre los principales responsables de que la vida cultural catalana haya sido lo que es. Treinta años más tarde solo habría que añadir los aliados independentistas con quienes compartieron el poder a partir de la presidencia de Maragall.